# Chrysoprasis atrata
Chrysoprasis atrata är en skalbaggsart som beskrevs av Bates 1872. Chrysoprasis atrata ingår i släktet Chrysoprasis och familjen långhorningar.
Artens utbredningsområde är Venezuela. Inga underarter finns listade i Catalogue of Life.